# Katie Kitamura
Katie M. Kitamura (geboren 1979 in Sacramento, US-Bundesstaat Kalifornien) ist eine US-amerikanische Schriftstellerin.

## Leben
Katie Kitamura ist das Kind japanischer Immigranten. Sie wollte zunächst Ballerina werden. Sie graduierte 1999 an der Princeton University und wurde 2005 mit der Dissertation The Aesthetics of Vulgarity and the Modern American Novel am London Consortium promoviert.
Sie schreibt Feuilletons für die englischsprachige Presse und veröffentlichte mehrere Romane. Die Filmrechte am Roman A separation wurden an Katherine Waterston verkauft.
Kitamura ist mit dem Schriftsteller Hari Kunzru verheiratet.

## Werke (Auswahl)
- mit Takahiro Kitamura: Bushido-legacies of japanese tattoo. Schiffer: Atglen, 2002 ISBN 0-7643-1201-4.
- The Longshot. Roman. New York: Free Press, 2009.
- Gone to the Forest. London: Clerkenwell, 2013.
- Japanese for Travellers - A Journey. London: Hamish Hamilton, 2007.
- A separation. New York: Riverhead Books, 2017.
  - Trennung. Übersetzung Kathrin Razum. Carl Hanser, München 2017, ISBN 978-3-446-25445-9.
- Intimacies. Riverhead, New York 2021, ISBN 978-0-399-57616-4.
  - Intimitäten. Übersetzung Kathrin Razum, Carl Hanser, München 2022, ISBN 978-3-446-27404-4
  - Hörbuch: Intimitäten. Gesprochen von Katja Danowski. GOYALiT 2022, MP3-CD, ISBN 978-3-8337-4558-4.[1]
- Audition. Fern, London 2025, ISBN 978-1-911717-32-4.
  - Die Probe. Übersetzung Henning Ahrens, Carl Hanser, München 2025, ISBN 978-3-446-28301-5.